# 금욕주의

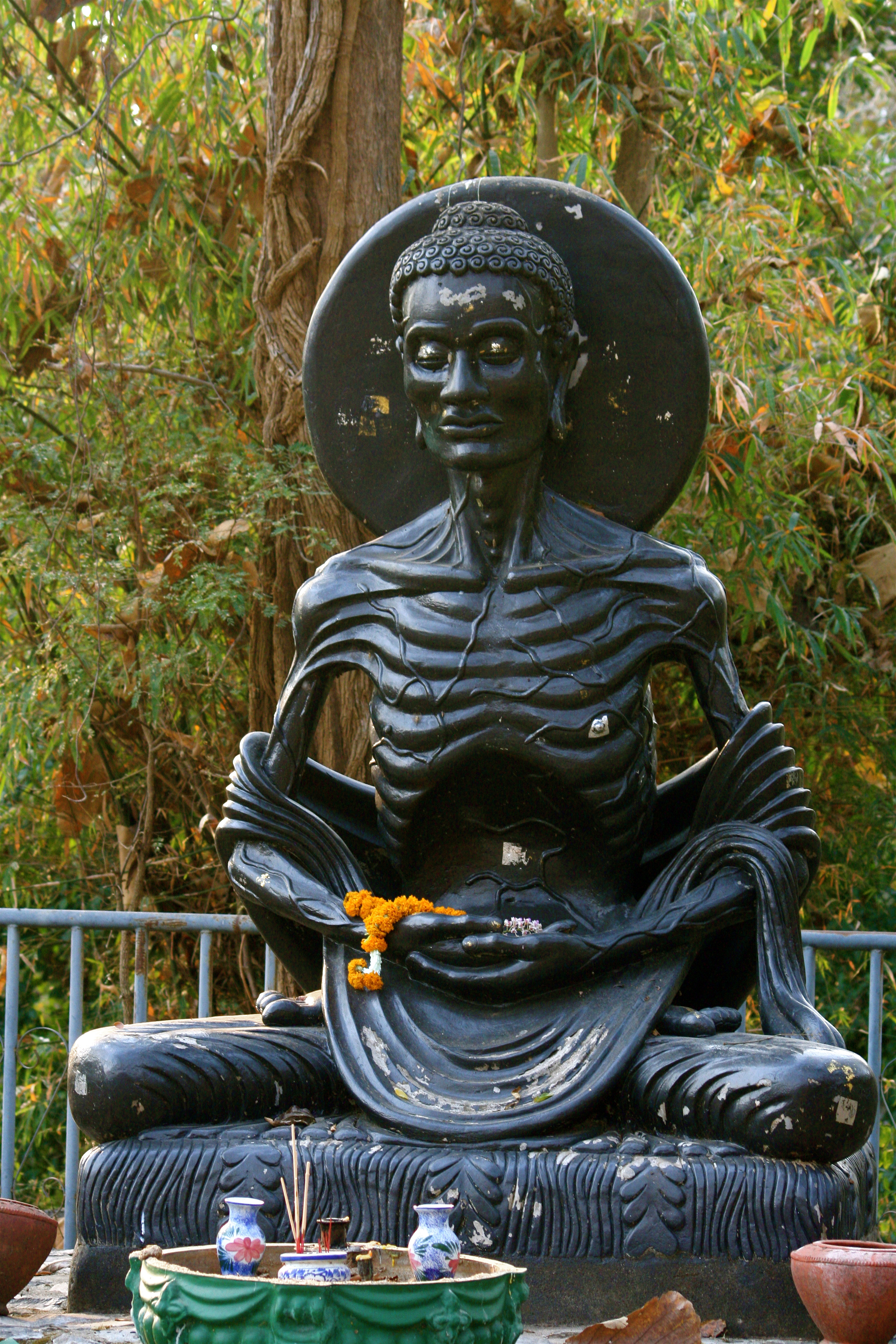

금욕주의(禁慾主義, asceticism)는 정신에 속하는 것을 선(善)이라고 하며, 육체에 속하는 본능이나 욕구를 악의 근원, 또는 악 그 자체로 보는 견해에 바탕을 두어 육체적인 욕구·본능을 되도록 억제하는 것이 도덕에서는 본질적으로 중요하다는 관점이다.
극단적인 경우에는 금욕이나 고행(苦行), 그 자체도 선으로 보게 된다.
고대 금욕설을 주장한 스토아 학파에 유래하여 이를 스토이시즘이라고도 한다.

## 같이 보기
- 분류:금욕주의자
- 반소비주의
- 아르투어 쇼펜하우어
- 키니코스 학파
- 사막 교부
- 이기주의
- 에피쿠로스 학파
- 귀스타브 플로베르
- 사순절
- 최소주의
- 수도주의
- 나실인
- 라마단
- 단순한 삶
- 스토아 학파
- 절제

## 참고 문헌
- 이 문서에는 다음커뮤니케이션(현 카카오)에서 GFDL 또는 CC-SA 라이선스로 배포한 글로벌 세계대백과사전의 내용을 기초로 작성된 글이 포함되어 있습니다.